# Lèmur forcat de Pariente
El lèmur forcat de Pariente (Phaner parienti) és una espècie de lèmur forcat. Com tots els lèmurs, és endèmic de Madagascar. Viu únicament a la regió propera al riu Sambirano, on habita boscos humits d'altituds mitjanes.